# والاشسکه کلوبووکی
والاشسکه کلوبووکی (به چکی: Valašské Klobouky) یک منطقهٔ مسکونی و شهرستان دارای شهرک سابقاً روستا در جمهوری چک است که در شهرستان زلین واقع شده‌است. والاشسکه کلوبووکی  ۵٬۰۸۱ نفر جمعیت دارد.